# Poletje
Poletje je najtoplejši letni čas od štirih letnih časov v subtropskem, zmernem, hladnem in arktičnem podnebju. Glede na to, ali je trenutno na severni ali južni polobli, se govori o severnem ali južnem poletju. Severno poletje poteka hkrati z južno zimo.

## Pojav
Letni časi nastanejo, ker vrtenje Zemlje ne poteka v ravnini orbite okoli sonca, ampak je nagnjeno za 23,4 ° (glej ekliptični naklon). Posledično sta severni in južni pol pol leta izmenično na sončni svetlobi, zenit sonca pa se spreminja v letnem ciklu med severnim in južnim povratnikom.

## Trajanje
Koledarsko poletje se na Severni polobli začne 21. junija - poletni solsticij in traja do 23. septembra - jesensko enakonočje, nato se dnevi spet skrajšajo, noči pa daljšajo. Na južni polobli pa se poletje začne 21. decembra in konča 21. marca. 
Meteorološko poletje se na severni polobli začne 1. junija in traja do konca avgusta. Na južni polobli pa v decembru, januarju in februarju.
V vzhodnoazijski kulturi, ki jo oblikuje kitajski koledar, se poletje začne, ko je sonce 45° pred solsticijem (5., 6. ali 7. maja) in konča, ko je sonce za njim 45° (8. ali 9. avgust). Solsticij je sredi poletja. Ta četrtina natančno ustreza času, ko je sonce najvišje na nebu, torej ima največji potencial za sevanje na zadevni polobli.
Ker je zemeljska orbita okoli sonca rahlo eliptična, to pomeni da odstopa od natančne krožne poti za 1,7 odstotka, štirje letni časi niso povsem enake dolžine. Severno poletje je nekoliko daljše od južnega, ker je med severnim poletjem zemlja nekoliko bolj oddaljena od sonca (afelij 5. julija) in se njegova smer proti soncu spreminja nekoliko počasneje.
Fenološki začetek poletja se lahko precej razlikuje od astronomskega, nanj pa poleg razporeditve po kopnem in morju (pomorsko in celinsko podnebje) vplivajo tudi splošne vremenske razmere in različni regionalni dejavniki. Ločimo tudi zgodnje poletje, poletje in pozno poletje.
V srednji Evropi je potencialni poletni vrh z najvišjimi temperaturami približno tri do šest tednov po poletnem solsticiju, torej med sredino in koncem julija, nekoliko prej v bolj celinskem podnebju in malo kasneje v bolj morskem podnebju.
Tako imenovani polarni dan na geografskih polih prevladuje pol leta, v arktičnih regijah pa obstajata polnočno sonce in bele noči.

## Vreme
Poletje je tradicionalno povezano z vročim ali toplim vremenom. V sredozemskem podnebju je povezan tudi s suhim vremenom, v drugih krajih (zlasti v vzhodni Aziji zaradi monsuna) pa z deževnim vremenom. Mokra sezona je glavno obdobje vegetacije v podnebnem režimu savane. Kjer je mokra sezona povezana s sezonskim premikom prevladujočih vetrov, je znana kot monsun.
V severnem Atlantiku se izrazita sezona tropskih ciklonov zgodi od 1. junija do 30. novembra. Statistični vrhunec atlantske sezone orkanov je 10. september. Severovzhodni Tihi ocean ima širše obdobje delovanja, vendar v podobnem časovnem okviru kot Atlantik. V severozahodnem Tihem oceanu so tropski cikloni vse leto, najmanj pa februarja in marca, vrh pa v začetku septembra. V severnoindijski kotlini so nevihte najpogostejše od aprila do decembra, vrhunci pa so maja in novembra. Na južni polobli sezona tropskih ciklonov traja od začetka novembra do konca aprila, največ pa sredi februarja do začetka marca.
Sezona neviht v ZDA in Kanadi traja spomladi do poletja, včasih pa lahko traja tudi oktobra ali celo novembra jeseni. Te nevihte lahko povzročijo točo, močan veter in tornada, običajno popoldan in zvečer.

## Kultura
V mnogih kulturah so običaji in obredi povezani z začetkom poletja, na primer v Nemčiji solsticij ali kres sredi poletja. Sicer pa tudi poletje velja za sezono povečanega veselja. To še posebej velja za bivanja in aktivnosti na prostem, ki jih povzročajo višje temperature, npr. v kopalnih vodah, pa tudi na hormonih, ki jih sprošča sončno sevanje. Poletje v sodobni kulturi radi povezujemo s počitnicami in morjem.